# Tharra pustula
Tharra pustula är en insektsart som beskrevs av Nielson 1975. Tharra pustula ingår i släktet Tharra och familjen dvärgstritar. Inga underarter finns listade i Catalogue of Life.